# Lothar Kobluhn
Lothar Kobluhn (Oberhausen, 12 aprile 1943 – 21 gennaio 2019) è stato un calciatore tedesco, di ruolo centrocampista.

## Carriera
Fu capocannoniere della Bundesliga tedesca 1970-1971, nell'unica stagione dal 1969 al 1974 nella quale il titolo non fu vinto da Gerd Müller.